# Cathédrale de l'Immaculée-Conception de La Plata
Pour les articles homonymes, voir Cathédrale de l'Immaculée-Conception.
La cathédrale de l'Immaculée-Conception (en espagnol : Catedral de la Inmaculada Concepción) est la principale église catholique de la ville de La Plata, en Argentine. Siège d'un important archevêché catholique, elle est construite dans la rue 14, entre les avenues 51 et 53, face à l'immense Plaza Moreno, centre géographique de la ville.

## Historique
Elle fut projetée dès 1880 par le département des ingénieurs de la province de Buenos Aires, sous la direction de Pedro Benoit. On s'inspira pour sa construction des cathédrales d'Amiens (en France) et de Cologne (en Allemagne). Elle présente un style néo-gothique. La première pierre fut posée en 1884. L'acte de fondation fut mis dans une urne de cristal avec des pièces de monnaie d'argent et de bronze et une médaille à l'effigie du pape Léon XIII.
Elle commença à fonctionner comme église le 19 novembre 1932, date de son inauguration. 
Les deux gigantesques tours de façade de 117 mètres de hauteur furent terminées récemment, en 1999.

## Description
À la fin de 1994, elle était considérée comme faisant partie des dix plus importantes cathédrales du monde et de ce fait, son nom a été inscrit dans la Basilique Saint-Pierre au Vatican. 
C'est la plus grande cathédrale gothique d'Amérique : sa superficie est de 7 000 m2 (la plus grande cathédrale d'Amérique étant celle de Mexico, avec une surface de 7 680 m2). Elle peut contenir 14 000 personnes. 

### Extérieur
La cathédrale mesure extérieurement 120 m de longueur pour 76 de largeur maximale. 
Les tours de façade (nord-est) comportent un premier étage de briques qui va du sol jusqu'à la hauteur de 63 mètres. Le second niveau est haut de 20 mètres et est construit en fausse pierre blanche. Le troisième de 30 mètres de hauteur est réalisé en cuivre. 
À cela s'ajoutent quatre tours de 56 mètres chacune qui sont disposées à chaque angle de la croisée du transept. Au-dessus de cette croisée est disposée la tour-lanterne de 97 mètres de hauteur. 
C'est dans la grande tour de façade de droite que se trouvent les cloches.
Il y a 56 statues en façade et sur les deux tours principales. La plus grande est dédiée à l'Immaculée Conception, à laquelle la cathédrale elle-même est dédiée, et se trouve sur le fronton principal. Treize autres statues l'accompagnent sur le portail. Les 42 statues restantes sont situées sur les deux tours de façade et illustrent la vie de Jésus-Christ et de la Vierge.

### La grande rosace
Le vitrail de la rosace est encore un des fleurons de l'église. Installé en 1998, ses couleurs brillent sur la façade de la cathédrale. c'est une œuvre artistique de 180 mètres carrés, comprenant pas moins de 25 000 pièces. C'est le premier vitrail à être construit dans le nouvel atelier de l'église destiné à en fabriquer d'autres. Il occupe la grande ogive centrale de la façade. 
Lors de l'achèvement de la construction de l'édifice dans les années 1990, on a procédé à une restauration de l'ensemble déjà construit (avant 1932). Aujourd'hui la cathédrale brille vraiment de tous ses feux, avec ses six tours latérales recouvertes de cuivre. On ne compte pas moins de 800 pinacles, incluant 761 aiguilles majeures, faisant partie de décorations diverses, situées un peu partout à l'extérieur du bâtiment.

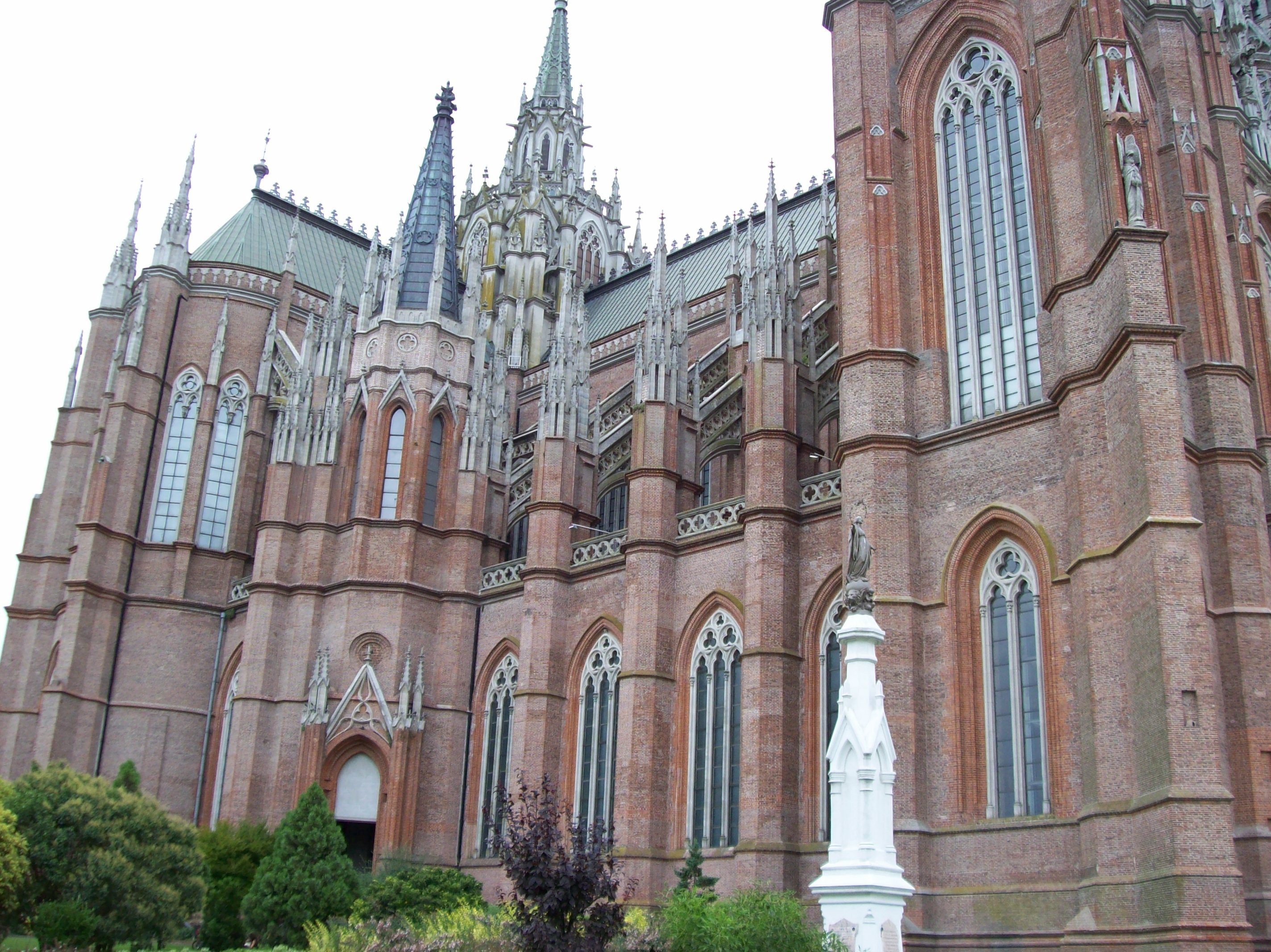
La façade latérale sud-est de la cathédrale. À l'arrière-plan, la croisée du transept est dominée par la tour-lanterne.
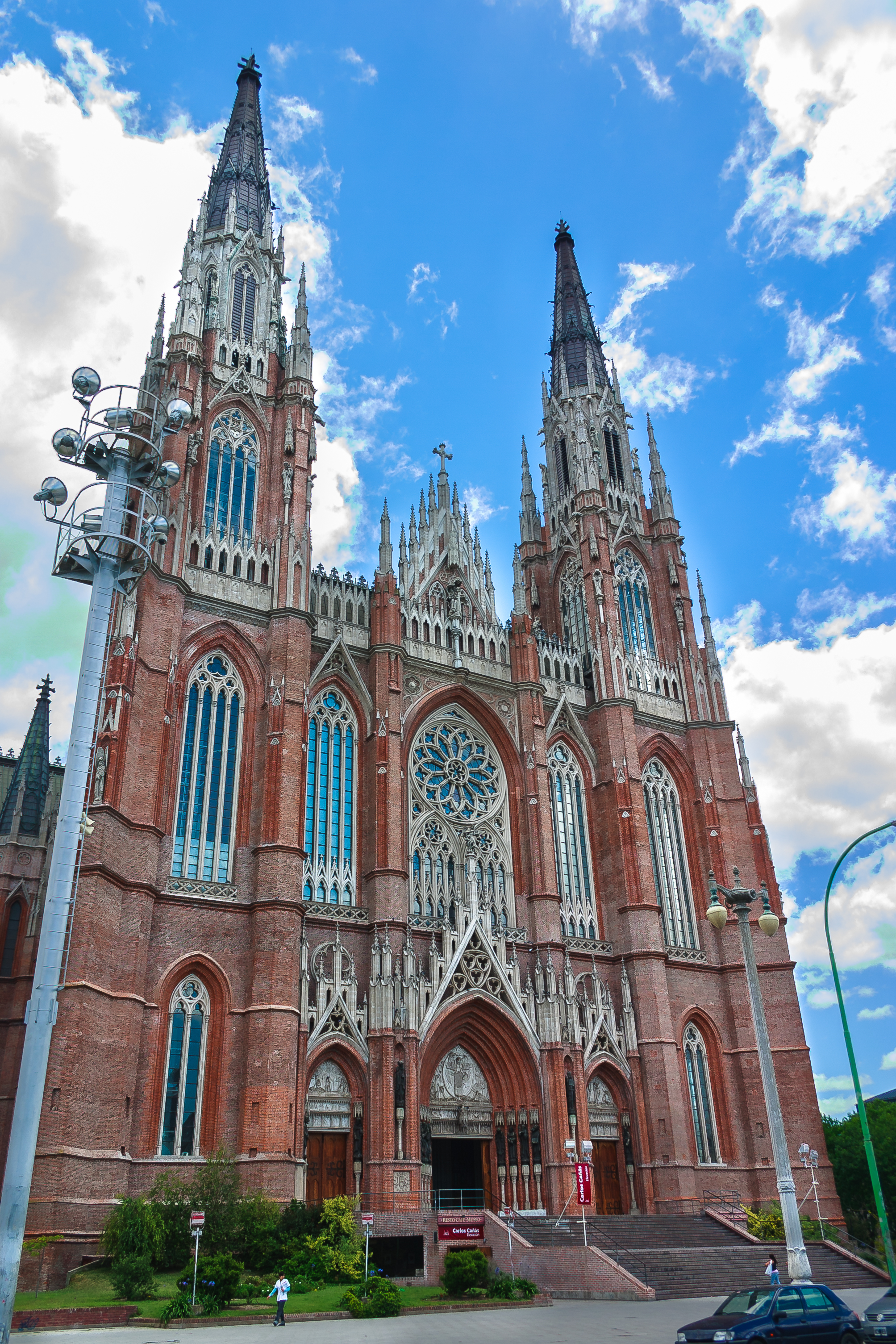
La façade principale au nord-est, avec ses deux tours et les grands portails.
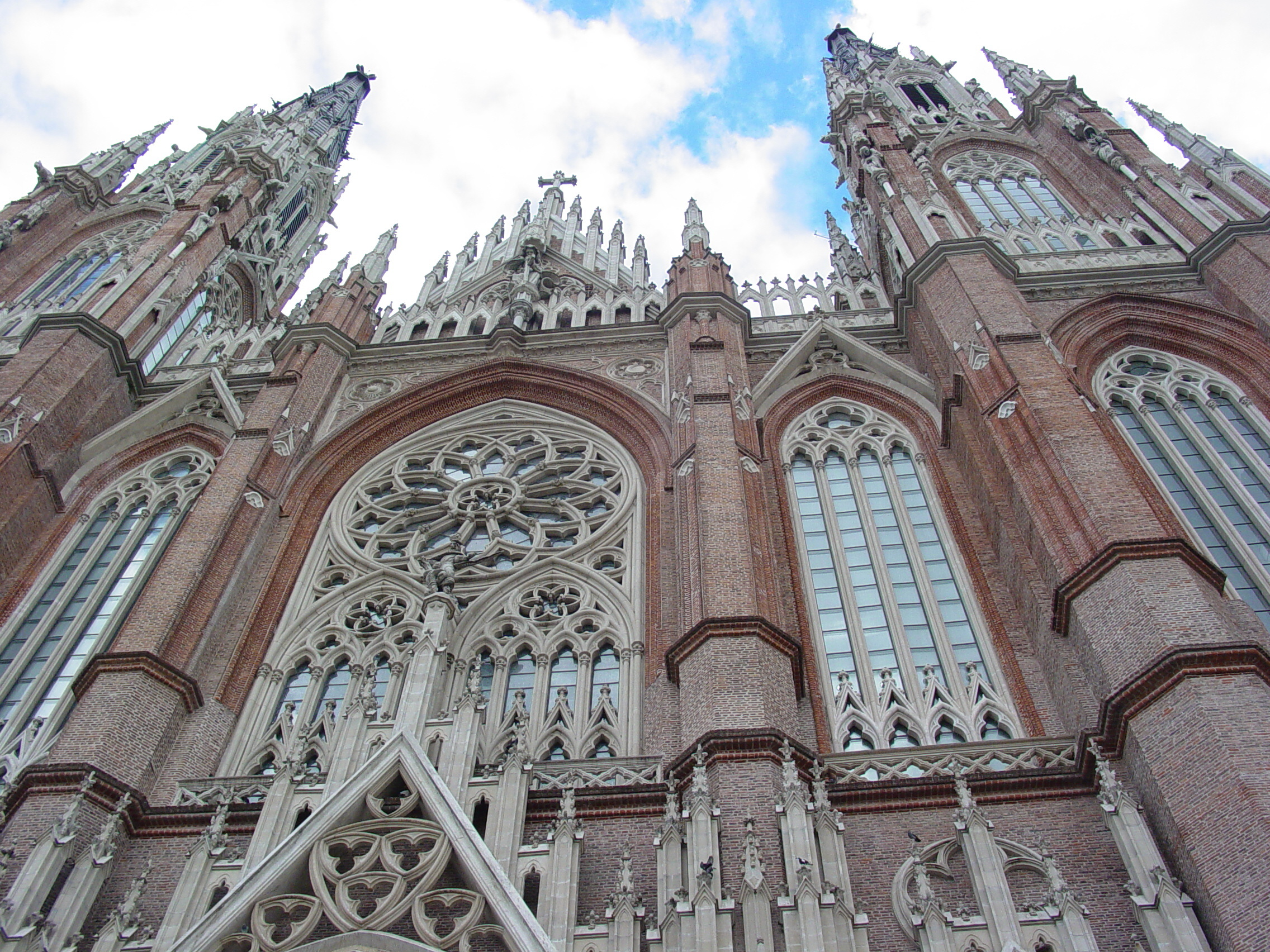
La grande rosace au-dessus du portail principal fut installée en 1998.

### L'intérieur
L'intérieur de l'église comporte cinq nefs ou vaisseaux, le principal ayant une hauteur intérieure de quelque 37 mètres (Amiens 42,3 m - Beauvais 46,77 m). Les pilastres sont construits en pierre de la région de Mar del Plata. Le sol est couvert de granit très finement poli de telle sorte qu'il en acquiert l'apparence du marbre, avec en plus la grande résistance caractéristique de ce matériau. Les vitraux sont d'origine française ou allemande, mais à ce niveau tout est loin d'être achevé. L'atelier du vitrail de La Plata travaille à en créer de nouveaux.
De nombreux artistes ont travaillé à l'édification de ce grand sanctuaire. Remarquable est le travail des frères Mahlknecht, qui avec les sculpteurs autrichiens Leo Moroder et Michel Shenke, ont créé de remarquables sculptures sur bois, dont le Christ crucifié, taillé d'une seule pièce (sauf les bras) dans du bois de guatambú sur une croix de chêne. Les frères 
Mahlknecht sculptèrent le chœur, le trône de l'archevêque et les confessionnaux. Moderer tailla la statue de Marie qui se trouve près de ce siège archiépiscopal.

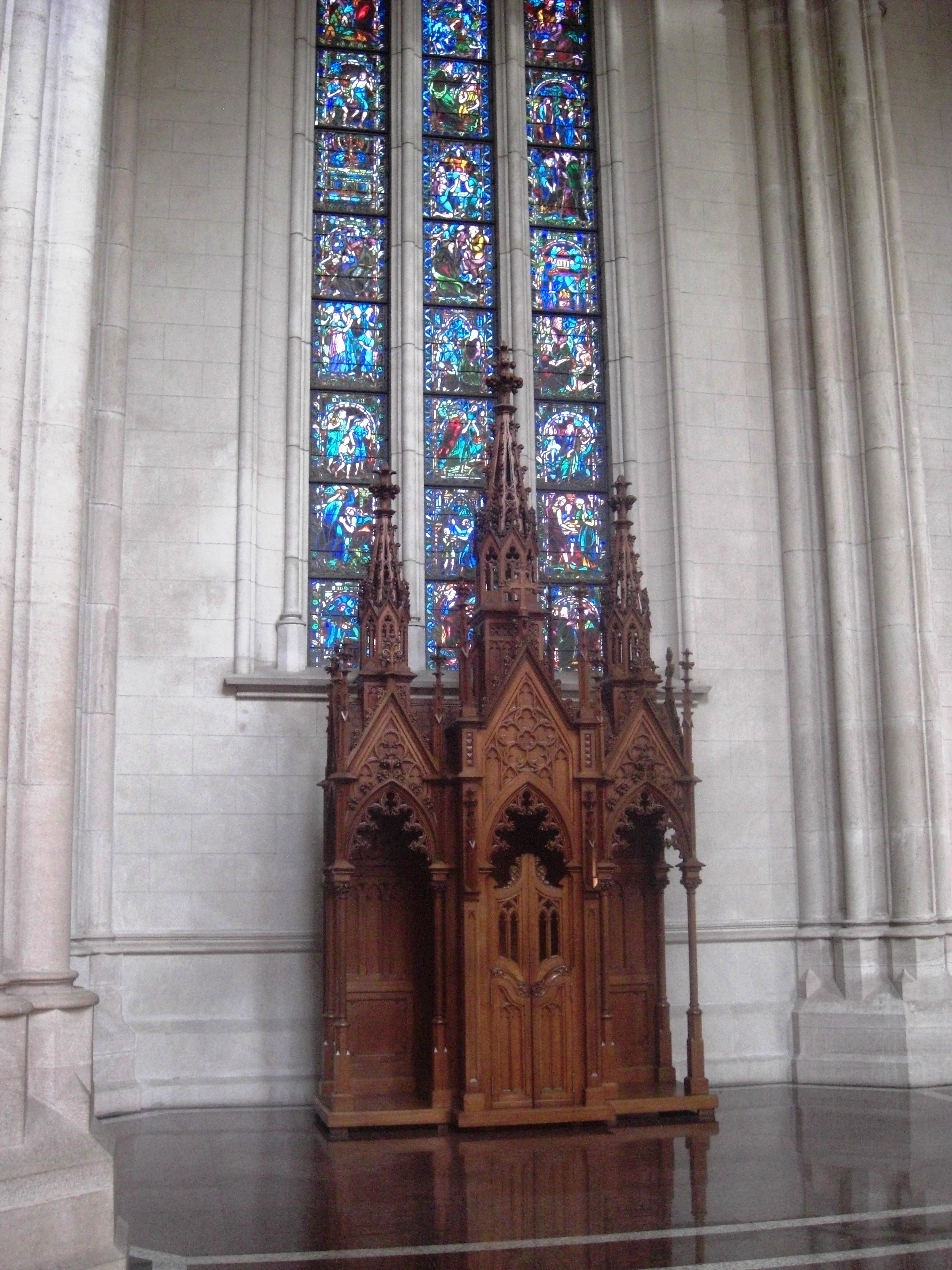
Un confessionnal sous les vitraux.
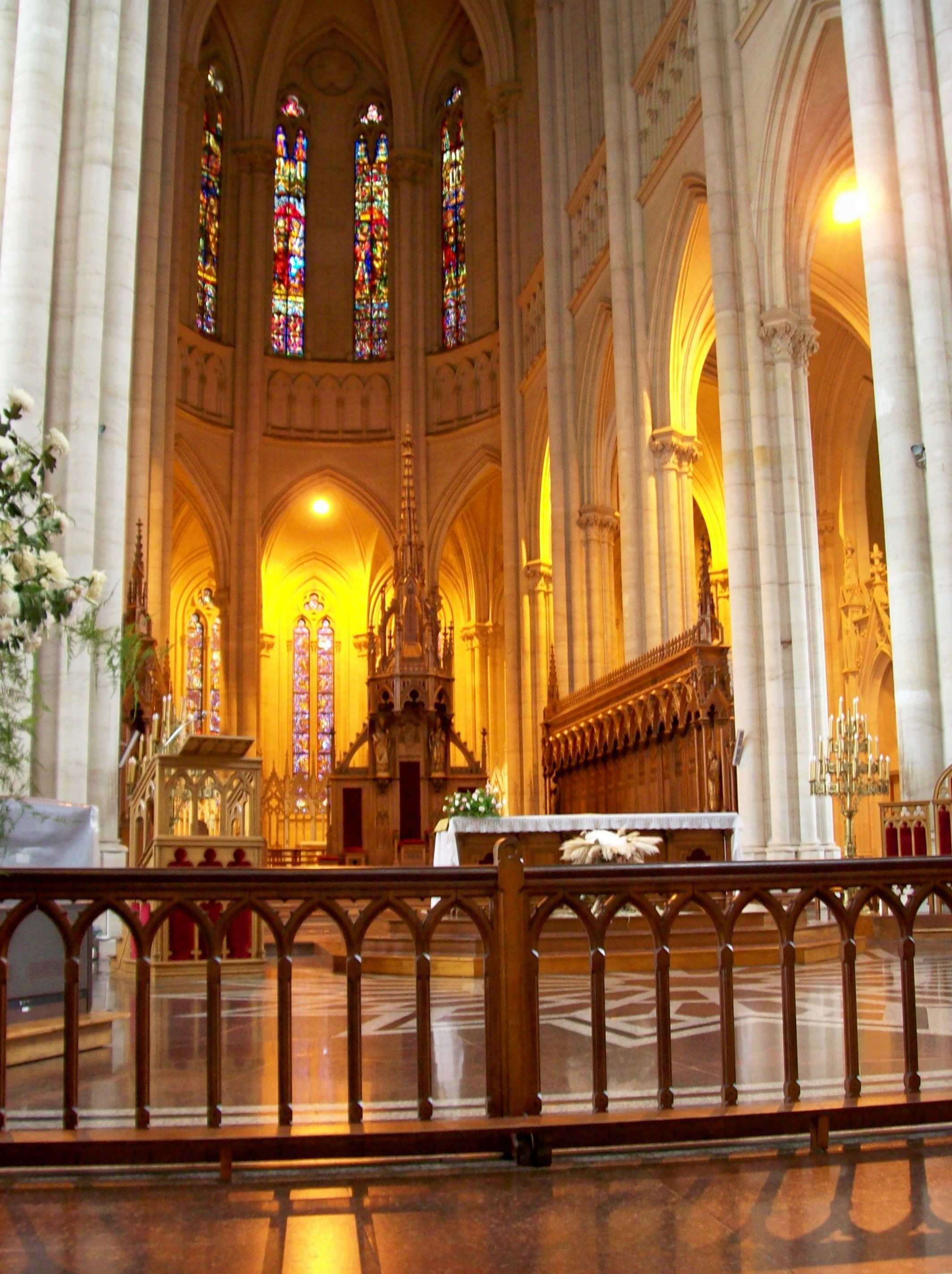
Vue du chœur.
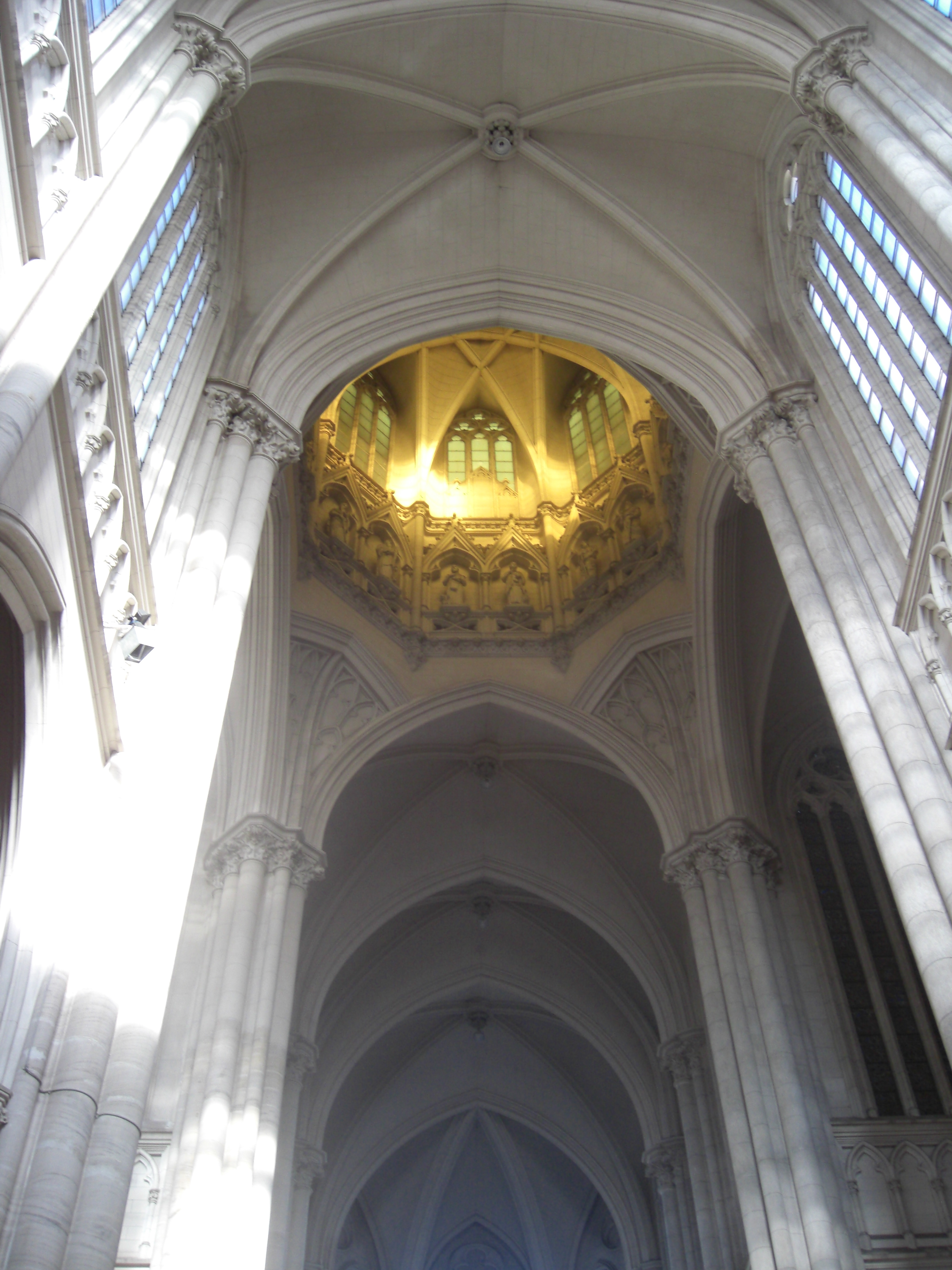
La croisée du transept.

### La crypte
Dans la crypte se trouve le Museo de la Catedral, musée où l'on montre des maquettes, des dessins et plans, des objets religieux aussi. Il y a des photos historiques et des instruments, ainsi que des modèles de sculpture et autres ornements. Ce musée est destiné à faire prendre conscience de la nécessité de connaître et de protéger le patrimoine culturel en général et celui de la ville en particulier.

## Archevêché de La Plata
La cathédrale est le siège d'un important archevêché. La province ecclésiastique de La Plata comprend les diocèses suivants:
- Archidiocèse de La Plata
- Diocèse d'Azul
- Diocèse de Chascomús
- Diocèse de Mar del Plata